# Journey to the Centre of the TARDIS
"Journey to the Centre of the TARDIS" (intitulado "Jornada ao Centro da TARDIS" no Brasil) é o décimo episódio da sétima temporada da série de ficção científica britânica Doctor Who, transmitido originalmente através da BBC One em 27 de abril de 2013. Foi escrito por Stephen Thompson e dirigido por Mat King.
No episódio, o alienígena viajante do tempo conhecido como o Doutor (Matt Smith) força uma equipe de saqueamento (interpretada por Ashley Walters, Mark Oliver e Jahvel Hall) a resgatar sua acompanhante, Clara Oswald (Jenna-Louise Coleman), que se perdeu nas profundezas da nave espacial e máquina do tempo consciente do Doutor, a TARDIS, depois que seus motores são danificados por um raio magnético do grupo.
A história foi baseada nas frustrações do showrunner Steven Moffat com a história de 1978 The Invasion of Time, que pretendia explorar o interior da TARDIS, mas devido a problemas orçamentários, teve que ser reduzida em escala. O episódio foi filmado quase inteiramente nos estúdios Roath Lock e foi assistido por 6,5 milhões de espectadores, recebendo críticas entre mistas e positivas dos avaliadores.

## Enredo

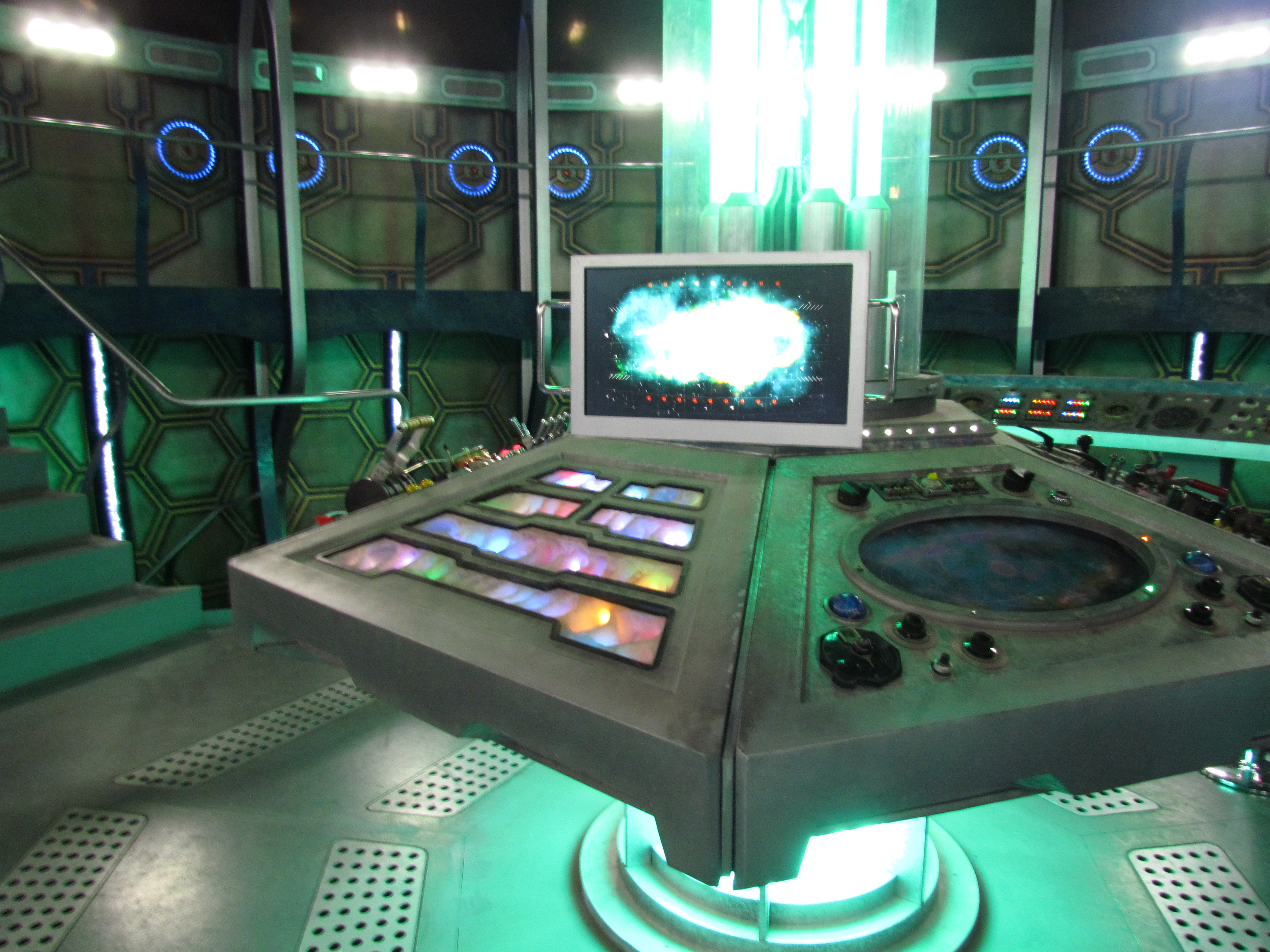
A sala do console da TARDIS. Vários outras salas da nave foram vistas ao longo do episódio

A TARDIS é pega pelo raio trator magnético de uma nave de saqueamento espacial, danificando-a. Clara implora ao Doutor para consertá-la, mas ele alega que não há um "grande botão amigável" que possa arrumar tudo. Ela então vê um estranho dispositivo parecido com um ovo rolando pelo chão e tenta agarrá-lo, mas queima a mão. A nave dá um solavanco e os dois são jogados na escuridão.
O Doutor acorda e se encontra na nave de salvamento, tripulada pelos irmãos Van Baalen: Gregor, Bram e Tricky. Ele força os três a cooperar para resgatarem Clara. Gregor ordena que Bram comece a saquear o console, durante o qual ele é morto por uma criatura humanoide ossificada. A TARDIS então prende Gregor, Tricky e o Doutor em um loop de corredores para evitar o roubo de seus sistemas. O Doutor acha Clara e descobre que os motores da nave estão danificados devido ao vazamento de tempo causado pelo incidente e eles devem ir para a sala de máquinas para evitar que ela exploda.
O Doutor confessa que as criaturas ossificadas que mataram Bram e perseguiram Clara são eles mesmos no futuro e por isso devem tentar impedir que ele aconteça. No entanto, Gregor e Tricky entram em contato consigo mesmos e se tornam uma criatura siamesa ossificada que tinham visto antes. O Doutor e Clara fogem em direção a sala de máquinas. O Doutor, pensando que vão morrer, pede a Clara para explicar quem ela é e como poderia ter morrido duas vezes antes. Ela não entende e o Doutor percebe que ela não tem conhecimento de seus encontros anteriores e é simplesmente uma mulher comum.
Chegando à sala de máquinas, eles descobrem que o motor já explodiu, mas a TARDIS colocou a sala em estase temporal como medida de segurança. Clara olha para sua mão, na qual as marcas de queimadura formaram a frase "grande botão amigável". O Doutor percebe que eles precisam voltar ao ponto do desastre e ativar o controle remoto do raio trator - o dispositivo que Clara pegou - para pará-lo e evitar o desastre. O Doutor atravessa uma fenda temporal e dá o controle para seu eu mais jovem, com um botão marcado como "grande botão amigável" para ele apertar. Assim o tempo é reiniciado para antes dos eventos do episódio. A TARDIS desaparece do scanner dos Van Baalens e o Doutor e Clara continuam sua jornada, com ela não se lembrando da conversa que tiveram.

### Continuidade
A explosão do motor da TARDIS cria uma fenda no tempo, semelhante aos encontrados no principal arco de história da quinta temporada. O Olho da Harmonia, uma estrela em colapso continuamente à beira de se tornar um buraco negro, que introduzido em The Deadly Assassin (1976), é visto no episódio. Foi o telefilme de 1996 que introduziu a ideia do Olho existir dentro da TARDIS, já que anteriormente era dito que ele estava em Gallifrey. Clara também passa por várias salas que já foram citadas diversas vezes, mas até então nunca haviam sido mostradas, como a piscina e a biblioteca; nesta última, ela encontra um livro sobre a Guerra do Tempo, mencionada várias vezes desde o retorno da série em 2005, bem como um livro com o verdadeiro nome do Doutor, que ela acaba esquecendo quando o tempo foi reiniciado no fim do episódio. A cena em que Bram tenta desmontar a TARDIS apresenta clipes de áudio de vários episódios ao longo da história de Doctor Who, incluindo An Unearthly Child, Colony in Space, The Robots of Death, "The Doctor's Wife", "Rose", "The Beast Below" e "Smith and Jones".

## Produção

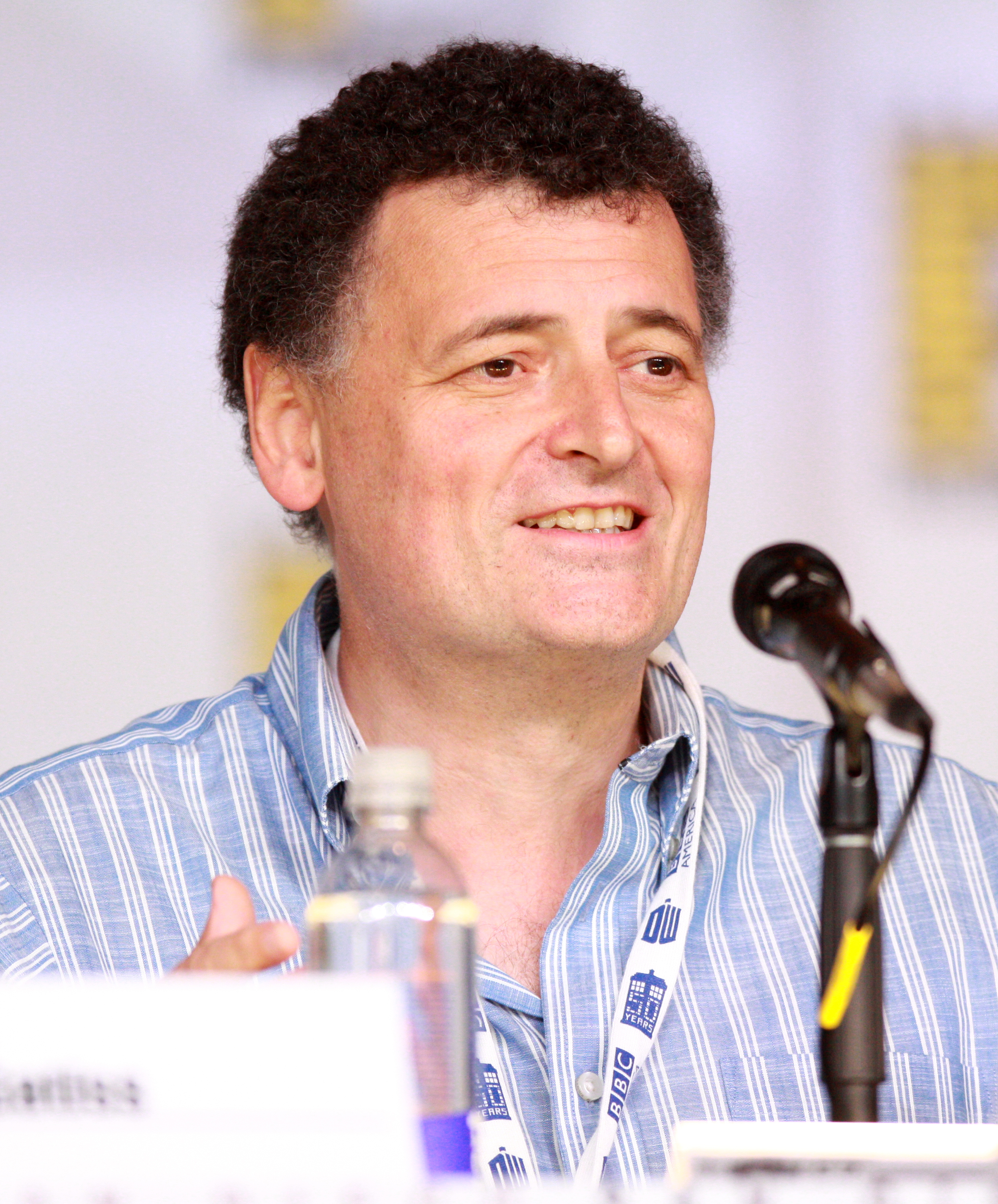
O showrunner Steven Moffat pediu que Stephen Thompson escrevesse um episódio que explorasse a TARDIS, pois tinha ficado insatisfeito com o resultado anterior realizado na história The Invasion of Time de 1978.

O showrunner e produtor executivo Steven Moffat deu o conceito de um episódio que revelasse o centro da TARDIS ao escritor Stephen Thompson. O roteirista explicou que isso ocorreu porque Moffat era "assombrado" pela história de 1978 The Invasion of Time, que se passava na nave, mas não tinha cenários construídos em estúdio, e em vez disso precisou ser filmada em um hospital desativado. Thompson também se interessava por matemática e comentou: "qualquer coisa envolvendo geometria multidimensional me deixa animado". Moffat deixou o resto da história para ser desenvolvido por ele. Thompson inicialmente pretendia que a TARDIS fosse perturbada por adolescentes durante uma viagem escolar, mas mudou o encontro para uma equipe de saqueamento quando Moffat se opôs. O título é uma referência ao romance de ficção científica de Júlio Verne, Viagem ao Centro da Terra. É o primeiro episódio de Doctor Who a ser transmitido que tinha "TARDIS" no título. O personagem de Ashley Walters, Gregor van Baalen, foi originalmente concebido para ser um ciborgue e o personagem de Jahvel Hall foi originalmente chamado de Sander em vez de Tricky. O roteirista também mudou uma cena em que Clara explora uma sala de pertences descartados de acompanhantes anteriores; isso foi simplificado para ela descobrir a TARDIS de brinquedo de Amy Pond e o berço do Doutor. O episódio era originalmente para ser o décimo primeiro da temporada no lugar de "The Crimson Horror".
Um roteiro preliminar para o episódio foi concluído em junho de 2012. Ele teve sua leitura em 29 de agosto de 2012 nos estúdios Roath Lock, após as  gravações de "The Snowmen". "Journey to the Centre of the TARDIS" foi produzido sozinho no sétimo bloco de gravações do cronograma de produção. As filmagens ocorreram de 4 a 24 de setembro, principalmente no estúdio. As cenas envolvendo a nave de saqueamento foram filmadas em 4 de setembro em um armazém na Celtic Way em Newport com filmagens da TARDIS sendo capturada pelo raio trator magnético também sendo filmadas em estúdio em 4 e 5 de setembro. A maioria das cenas com a nave foram filmadas de 6 a 11 de setembro. A cena na biblioteca da TARDIS foi feita no Castelo de Cardiff em 11 de setembro. O material apresentando o Olho da Harmonia foi filmado de 12 a 14 de setembro. As gravações foram interrompidas porque Jenna Coleman estava doente em 17 de setembro: efeitos e cenas de inserção foram filmadas naquele dia. As filmagens regulares com Coleman foram retomadas, com mais cenas da sala de máquinas e da sala do console ocorrendo de 18 a 19 de setembro. As cenas finais da sala do console foram filmadas em 24 de setembro. As tomadas de inserção ocorreram em 18 de outubro e 27 de novembro. A cena final foi a qual o Doutor e Clara entram na frente defensiva da sala de máquinas da TARDIS, que foi realizada em 28 de novembro na Pedreira Argoed Isha no Vale of Glamorgan.
O ator convidado Ashley Walters entrou em conflito com os produtores em seu primeiro dia de filmagem quando tuitou uma foto sua em seu traje dentro de seu trailer com a palavra "espaço". A foto foi imediatamente removida.

## Transmissão e recepção
"Journey to the Centre of the TARDIS" foi transmitido pela primeira vez no Reino Unido na BBC One em 27 de abril de 2013. Os números preliminares de audiência durante a noite mostraram que foi assistido por 4,9 milhões de espectadores ao vivo. A audiência final consolidada subiu para 6,5 milhões, o sétimo programa mais assistido da semana na BBC One. Além disso, teve 1,19 milhão de solicitações no BBC iPlayer durante os quatro dias em que esteve disponível em abril, tornando-se o décimo programa mais assistido no serviço no mês. Recebeu um Índice de Apreciação do público de 85.

### Recepção critica
"Journey to the Centre of the TARDIS" recebeu críticas entre mistas a positivas. Dan Martin do The Guardian observou que o final irritaria os fãs porque zombava deles "com tanta ousadia" e "frustrantemente... avança o arco de história antes de retornar à estaca zero". Ele elogiou o lado "sombrio" do episódio e escreveu que os atores convidados "vendiam" a trama subdesenvolvida dos três irmãos. Morgan Jeffery do Digital Spy deu ao episódio cinco de cinco estrelas, descrevendo-o como "um deleite absoluto para os fãs de Doctor Who", bem como para os espectadores casuais, e disse que a resolução "não era apenas uma piada recorrente, mas uma reviravolta de reinicialização que realmente funciona em um nível lógico e dramático e não parece uma trapaça". Ele também elogiou os valores de produção como uma melhoria em relação as histórias anteriores. No entanto, achou que a natureza do enredo não permitiu que Clara fizesse muito além de correr e gritar.
Mark Snow, da IGN, deu a "Journey to the Centre of the TARDIS" uma nota 8,5 de 10. Ele ficou desapontado com a quantidade de tempo gasto nos corredores, mas foi positivo em relação ao monstro. Ele elogiou o "confronto" entre o Doutor e Clara, embora tenha criticado como ele foi apagado por um "final deus ex machina sem dúvida polarizador". O crítico da Radio Times, Patrick Mulkern, descreveu o episódio como "uma aventura timey-wimey razoavelmente animada e divertida, com muitos toques agradáveis". Embora elogiasse o cenário e Coleman, ele desejava um estilo mais consistente com a TARDIS como visto na série clássica, chamando os três irmãos de "um grupo de arruaceiros singularmente ineptos". Neela Debnath, do The Independent, escreveu que o episódio foi "divertido", mas principalmente "uma desculpa para explorar a TARDIS", com um enredo insubstancial e três personagens coadjuvantes com os quais era difícil se importar. Ela escreveu que "a estética acrescenta valor a esta aventura, em particular a biblioteca do Doutor".
Escrevendo para SFX Magazine, Dave Golder deu a "Journey to the Centre of the TARDIS" três de cinco estrelas. Ele criticou particularmente o enredo por ser "medíocre" e "um corredor de ficção científica razoavelmente padrão completo com um final de botão de reinicialização propositalmente colocado". Ele achou que o episódio teve muitas oportunidades perdidas e chamou os três irmãos de "insossos e esquecíveis". Gavin Fuller do The Daily Telegraph deu ao episódio uma estrela e meia, também encontrando "oportunidades desperdiçadas" e que parecia "como uma repetição do velho Doctor Who". Fuller escreveu que "a única característica redentora foi o desenvolvimento espinhoso do relacionamento Doutor/Clara", mas sentiu que isso "não foi nem de longe o suficiente para salvar este episódio mortalmente enfadonho".
Graham Kibble-White deu uma crítica majoritariamente negativa na Doctor Who Magazine. Ele descreveu o episódio como sendo "tudo sobre emoções". No entanto, reclamou que carecia de nuance ou sutileza, e descreveu os Van Baalens como "os irmãos mais mal interpretados do show desde os gêmeos Sylvest" e a revelação de Tricky não ser um androide como um dos "pontos de trama mais estúpidos de Doctor Who de todos os tempos". Além disso, reclamou que a falsa ameaça do Doutor de destruir a TARDIS parecia fora do personagem. No entanto, ele admitiu que "a trilha sonora superlativa de Murray Gold mantém tudo unido" e mais tarde descreveu a história como uma "diversão grande, barulhenta e idiota".